# Grande muralha verde

A região do Sahel (castanho), a proposta da Muralha Verde (verde) e países participantes (amarelo)

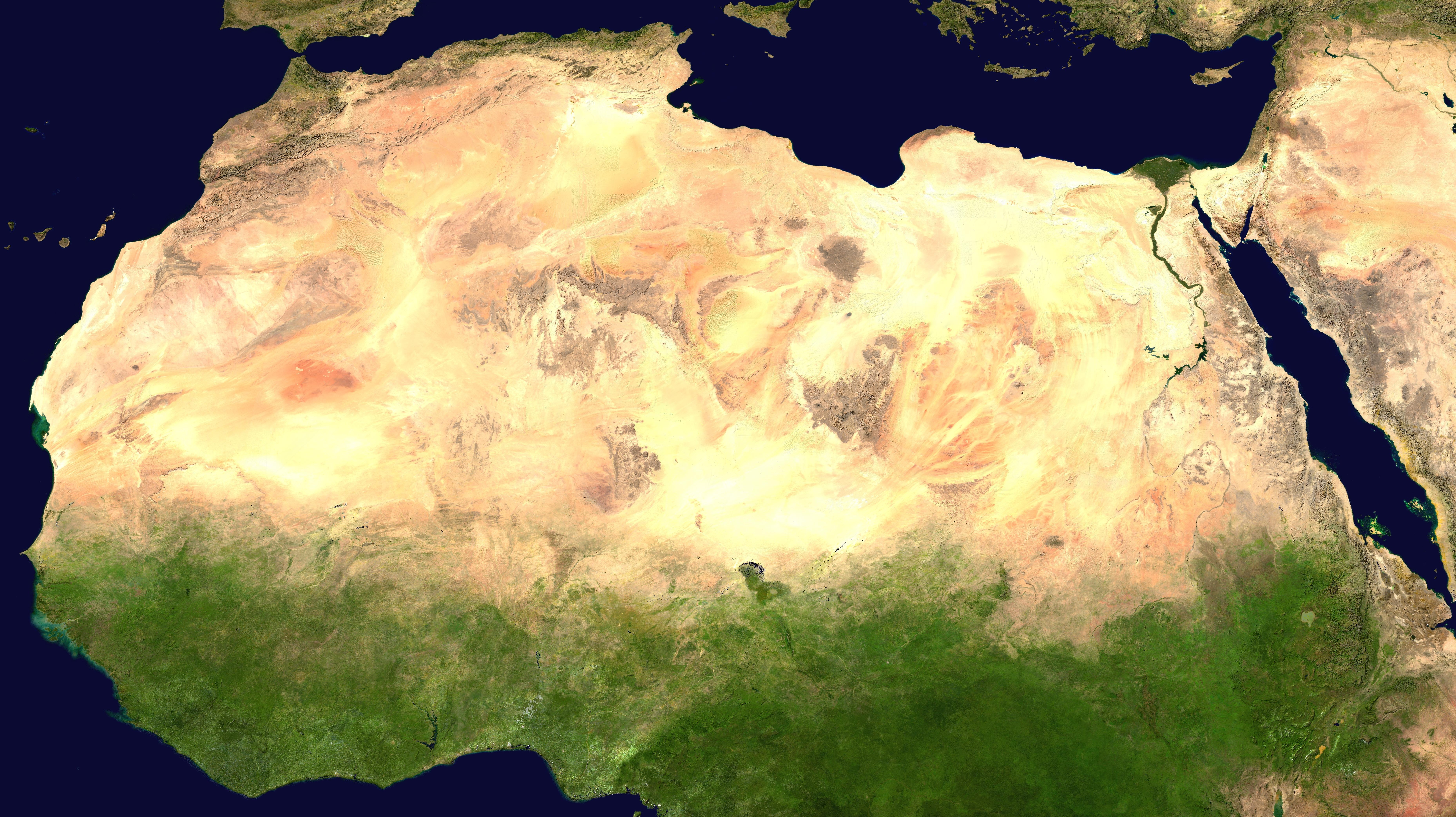
Imagem de satélite do Saara

A Grande Muralha Verde, ou Iniciativa para a Grande Muralha Verde do Sáara e o Sahel, (em francês: Grande Muraille Verte pour le Sahara et le Sahel), é a iniciativa insígnia na África para combater os efeitos da mudança climática e a desertificação. Liderada pela União Africana, esta iniciativa tenta transformar a vida de milhões de pessoas criando um grande mosaico de paisagens verdes e produtivos cobrindo África do Norte, o Sahel e o Corno de África. A iniciativa é uma proposta de linha de árvores de 8.000 quilômetros destinada a impedir o Saara de se expandir para o sul.
Partindo da ideia inicial de uma linha de árvores que atravessasse o deserto de leste a oeste, a visão da Grande Muralha Verde tem evoluído para um mosaico de intervenções dirigidas aos reptos aos que se enfrentam as populações do Sáara e o Sahel. Considerada uma ferramenta de planejamento para o desenvolvimento rural, o objectivo geral desta sociedade sub-regional é fortalecer a resiliência dos habitantes e os ecossistemas mediante o uso de práticas sólidas de gestão de ecossistemas, a protecção do património rural, e a melhora das condições de vida das populações locais.
Mediante uma melhora nos rendimentos das comunidades locais, a Iniciativa para a Grande Muralha Verde do Sáara e o Sahel será também uma resposta global ao efeito combinado da degradação dos recursos naturais e a seca nas zonas rurais. A Iniciativa é uma associação que apoia o esforço das comunidades locais no uso e gestão sustentáveis dos bosques, pasturas e outros recursos naturais nas terras secas. Assim mesmo, contribui à adaptação e mitigação dos efeitos da mudança climática, melhorando ao mesmo tempo a segurança alimentar no Sáara e o Sahel.
De acordo com as simulações, até 2030, o projeto pretende plantar 100 milhões de hectares de árvores ao longo do Sahel, a zona semiárida que reveste o limite sul do deserto. Essa linha de árvores concluída poderia tanto quanto dobrar as chuvas no Sahel e também diminuir as temperaturas médias de verão em grande parte do norte da África e no Mediterrâneo.

## Apresentação
Uma cobertura florestal contribui com numerosos elementos positivos para a população:
- Protecção dos campos e das aldeias contra o vento e a erosão. O muro vegetal constitui um filtro que limita a inalação de pó e outras partículas por parte das populações e, portanto, as doenças que causam.
- Contribuição de elementos nutritivos num solo quase morto: as folhas mortas criam uma capa que protege e regenera os solos dos campos e as árvores ajudam igualmente aumentando a capacidade dos solos para alojar a água.
- Aumento da humidade e das precipitações locais graças à evapotranspiração das árvores plantadas.
- Reserva de forragem de qualidade para o gado, pois a erva cresce melhor à sombra das árvores.
- garantir segurança alimentar para a população com um solo mais fértil

Para contrarrestar dois grandes problemas da região do Sáara, e particularmente do Sahel, um ecológico — a desertificação e a degradação das terras — e outro económico  — causado pelo êxodo rural e a pobreza das populações envolvidas — onze países da região (Burkina Faso, Yibuti, Eritreia, Etiópia, Mali, Mauritânia, Níger, Nigéria, Senegal, Sudão e Chade) comprometeram-se a lutar contra o avanço do deserto, unindo para este fim na sétima cimeira de chefes de Estado do CEN-SAD (Comunidade dos Estados Sahelo-saarianos) o 1 e 2 de junho de 2005 em Ouagadougou mais de 3 milhões de árvores já foram plantadas.
Mais que um projecto técnico tem de se considerar uma iniciativa política levada adiante por um grupo de países assolados pela falta de água, que procura acordar o interesse nos povoadores e mudar sua forma de pensar, impulsionando práticas agrícolas que freiem a erosão. A iniciativa continua as ideias inspiradas pela Prêmio Nobel da Paz Wangari Maathai.